# Blindia dryptodontoides
Blindia dryptodontoides är en bladmossart som beskrevs av C. Müller 1883. Blindia dryptodontoides ingår i släktet blindior, och familjen Seligeriaceae. Inga underarter finns listade i Catalogue of Life.